# Tomasz Berkieta
Tomasz Berkieta (ur. 21 lipca 2006 w Warszawie)– polski tenisista.

## Życie prywatne
Urodził się 21 lipca 2006 roku w Warszawie. Był trenowany przez matkę, która w młodości również trenowała tenisa. Została jednak zmuszona do zaprzestania gry po kontuzji.

## Kariera juniorska
Podczas gry w juniorskim Australian Open 2024 oddał serwis o prędkości 233 km/h, jeden z najszybszych na turnieju, wliczając w to serwisy oddane w turnieju głównym mężczyzn.
W juniorskim French Open 2024 pokonał w półfinale Włocha, Lorenzo Carboni 7-6 4-6 7-6, wcześniej broniąc trzech piłek meczowych.

## Finały wielkoszlemowych turniejów juniorskich

### Gra pojedyncza
| Końcowy wynik | Nr | Data           | Turniej     | Nawierzchnia | Przeciwnik   | Wynik finału |
| Przegrana     | 1. | 7 czerwca 2024 | French Open | Ceglana      | Kaylan Bigun | 6:4 3:6 3:6  |